# Kaplan (Louisiana)
Kaplan è una città statunitense della parrocchia di Vermilion nello stato della Louisiana.